# Harold Sakuishi
Takairo Sokuishi, noto anche come Harold Sakuishi (16 marzo 1969), è un fumettista giapponese.
Sakuishi ha molti interessi, tra cui il baseball, le arti marziali e la musica (è un fan dei Red Hot Chili Peppers), che sono diventati la base per i suoi manga (il baseball in Stopper Busujima, le arti marziali in Bakaichi, e la musica in BECK).

## Lavori
1. Gorillaman (1985)
2. Bakaichi (1995)
3. Stopper Busujima (1996)
4. Beck (2000)
5. 7 Shakespeares (2009)
6. Rin (2012)